# Gaddar
Gummadi Vittal Rao, znany jako Gaddar (ur. 1949 w Tupran, zm. 6 sierpnia 2023 w Hajdarabadzie) – indyjski poeta, pisarz i działacz polityczny.

## Życiorys
Urodził się jako Gummadi Vittal Rao, w rodzinie dalickiej. Rozpoznawalność zyskał pod mającym wyraźne polityczne konotacje pseudonimem. Pochodził z rodziny marackich dalitów, którzy przenieśli się do leżącego w obecnej Telanganie Hajdarabadu. Podjął studia na prestiżowym University of Engineering, powiązanym z Osmania University w początkach lat 70. Nie ukończył ich wszakże, angażując się w życie polityczne, w strukturach miejscowych organizacji radykalnej lewicy. Krótko pracował w banku, po czym porzucił życie zawodowe, w pełni poświęcając się działalności rewolucyjnej.
Szybko stał się istotnym przedstawicielem ruchu naksalickiego, wstępując w szeregi jednej z partii maoistowskich w latach 80. Utworzył ściśle powiązaną z maoistami organizację kulturalną Jana Natya Mandali. W swojej aktywności poetyckiej pochylał się nad losem dalitów, opiewał walkę indyjskiego chłopstwa z feudalnym wyzyskiem oraz wzywał do zbrojnej walki rewolucyjnej. To w niej właśnie przez większość życia upatrywał jedynego realistycznego rozwiązania problemów trapiących indyjskie państwo. Chętnie i często odwoływał się do komunistycznej symboliki, choćby do czerwonej flagi czy do teorii wojny partyzanckiej Mao Zedonga. Przyczynił się do nagłośnienia masakry dalitów w Karamchedu z 1985. Wydarzenie to miało znaczny wpływ na jego twórczość. Zaczęły się w niej coraz częściej pojawiać motywy niedotykalności czy też obrony porządku konstytucyjnego. Sam poeta niemniej konsekwentnie odmawiał uznania organów państwa indyjskiego. Po raz pierwszy oddał głos w wyborach dopiero w 2018.
Swoje utwory często wykonywał publicznie, nierzadko gromadząc przy tym kilkusettysięczną widownię. Wypowiadał się nie tylko na tematy wynikające z maoizmu czy te związane z kastowością. Wspierał dążenia do wydzielenia Telangany jako odrębnego stanu. Jedna z napisanych przezeń pieśni uznawana jest za symbol całego ruchu domagającego się powstania tego właśnie stanu. Pod koniec życia zbliżył się do mniej radykalnych partii, zwłaszcza do Indyjskiego Kongresu Narodowego. Przyjął także buddyzm. Przez wiele lat skonfliktowany był z premierem stanowym Telangany, K. Chandrashekarem Rao. W 1997 przeżył zamach na swoje życie. Niektóre z jego znanych pieśni to Amma Telanganamma, Podustunna Poddumeedha oraz Malletheegaku Pandiri Vole.